# Neoclinus blanchardi
Neoclinus blanchardi Girard, 1858 è un pesce d'acqua salata appartenente alla famiglia Chaenopsidae.

## Distribuzione e habitat
Sono pesci diffusi nel Pacifico orientale: dalla baia di San Francisco, California, sino a Baja California, Messico. Abitano le coste rocciose o sabbiose in acque poco profonde (da -3 a -73 m) trovando rifugio in conchiglie, buche, anfratti e relitti.

## Descrizione

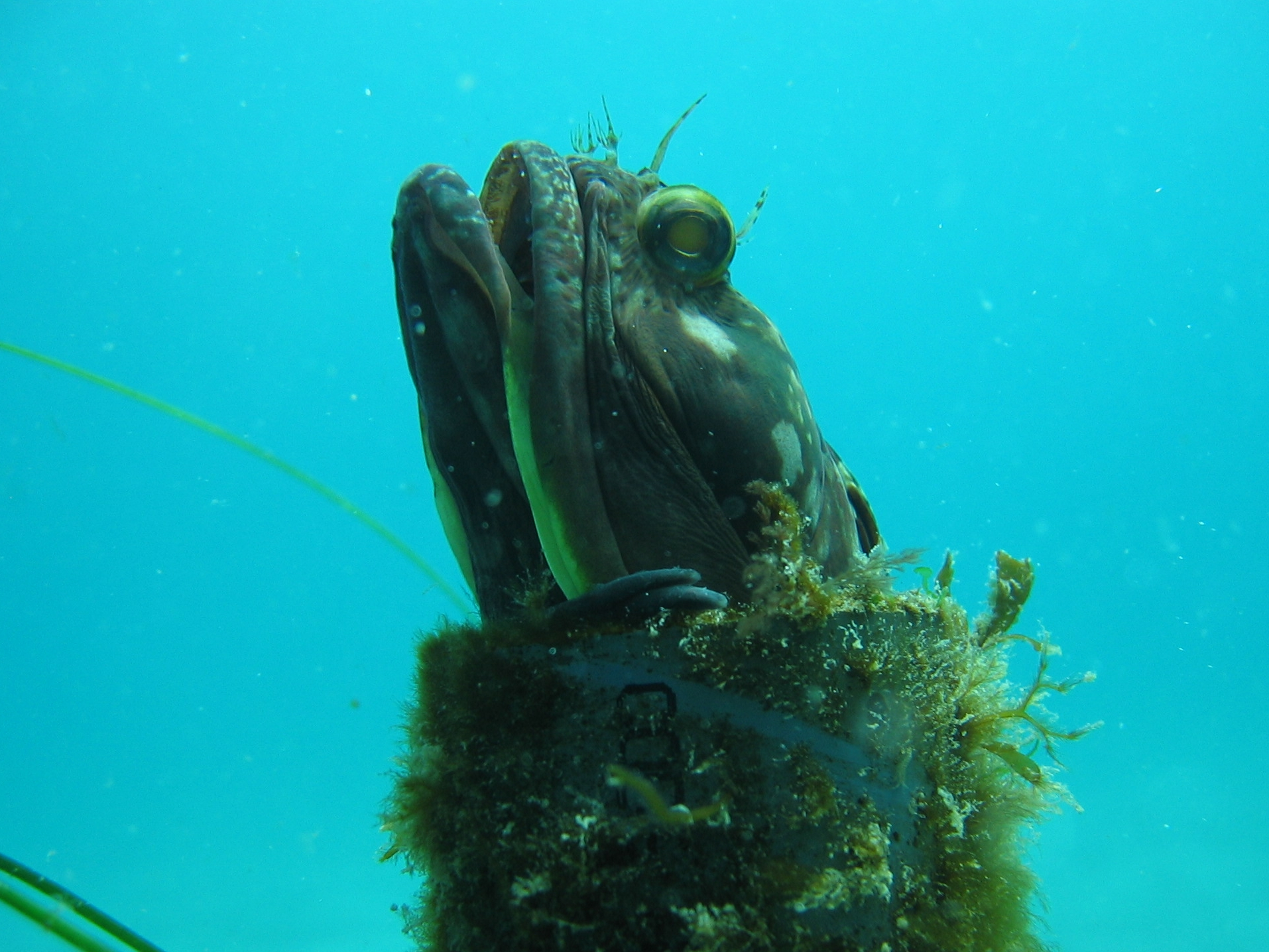
La testa minacciosa di un adulto esce da un tubo immerso

N. blachardi presenta testa tozza, con occhi sporgenti e una enorme bocca con mascelle estendibili collegate alla testa da ampie membrane elastiche, con un corpo che si rimpicciolisce e si fa affusolato nel lungo peduncolo caudale, terminante in una pinna caudale piccola e arrotondata. Le pinne pettorali sono estremamente ampie, la pinna dorsale e la pinna anale sono basse, rette da corti e rigidi raggi spinosi, lunghe tutto il dorso e il ventre. La livrea è vivace ma mimetica: il corpo è color ruggine screziato e macchiettato di bianco e bruno. Gli occhi sono azzurri contornati di giallo, le mandibole gialle e rosse, vivacemente colorate. Le pinne sono ruggine screziate di bianco, sulla dorsale sono presenti uno o più ocelli azzurri.

Raggiunge una lunghezza massima di 30 cm, per 6 anni di età.

## Etologia
Ha comportamento territoriale ed aggressivo: non esita ad assumere un atteggiamento minaccioso allargando le ampie mandibole per spaventare eventuali predatori e invasori del territorio.

## Riproduzione
Dopo che la femmina depone le uova (sotto una roccia o in cunicoli di molluschi), il maschio le protegge.